# Kjeld Kjertmann
Kjeld Kjertmann (født 1938) er dansk læseforsker og lærebogsskribent. Kjertmann blev oprindelig uddannet lærer (1961). Efter godt 30 år i folkeskolen (herunder flere år på Grønland) uddannede han sig på DLH og kunne i 1994 kalde sig cand.pæd. med speciale i dansk og læsning. I 1999 erhvervede han ph.d.-graden med en afhandling om skriftsprog og skolestart.

## Teori
Kjertmanns grundlæggende teori kan beskrives som en indkultureringsteori. Han argumenterer for at læseundervisningen kan foregå på en måde der ligner den tidlige talesprogsindlæring, således at børnene ind-kultureres i skriftsprogskulturen. Kjertmann har foretaget flere empiriske undersøgelser der støtter hans tese. Bl.a. har han vist at op mod 20% af en gennemsnitlig 1. klasse kan læse, når de starter i skolen.
Kjertmann har udviklet en række metoder til test af elevers læseniveau. Mest kendt er nok Chapman-Chall-Kjertmann-metoden, der er en GAP-/cloze-test udviklet af Kjertmann på baggrund af Challs arbejde med Chapmans GAP-/cloze-test.

## Eksterne links
- Kjeld Kjertmanns hjemmeside Arkiveret 4. februar 2022 hos  Wayback Machine